# 馬卡哈谷 (夏威夷州)
馬卡哈谷（英語：Makaha Valley）是位於美國夏威夷州檀香山縣的一個人口普查指定地區。

## 地理
馬卡哈谷的座標為21°28′59″N 158°12′14″W / 21.48306°N 158.20389°W，而該地最高點為海拔高度87米（即285英尺）。

## 人口
根據2010年美國人口普查的數據，馬卡哈谷的面積為10.70平方千米，均為陸地。當地共有人口1341人，而人口密度為每平方千米125.33人。